# Schrijvershut van Frederik van Eeden
De  Schrijvershut van Frederik van Eeden  is een hut aan de Franse Kampweg 22 in Bussum, gemeente Gooise Meren en is een rijksmonument.

## Geschiedenis
De werkhut is ontworpen door de architect Willem Cornelis Bauer in opdracht van Frederik van Eeden rond 1898. De plek waar hij oorspronkelijk stond, was aan de  Nieuwe 's-Gravelandseweg 86 achter in de tuin van het woonhuis De Lelie van Frederik van Eeden. Die had in dezelfde periode de wooncommune Walden gestart in het gebied Cruysbergen, toen gelegen in de gemeente Bussum.
De hut die oorspronkelijk op deze plek stond, was deels ingegraven in de grond en was voorzien van een dak van stro en afgedekt met plaggen. Later in 1908 is deze hut afgebroken toen Frederik van Eeden hertrouwde en op de huidige plek aan de Franse Kampweg weer opgebouwd, nu voorzien van een dak met daarop stenen dakpannen, in een latere fase zijn de horizontale planken aan de buitenkant vervangen door verticale planken.

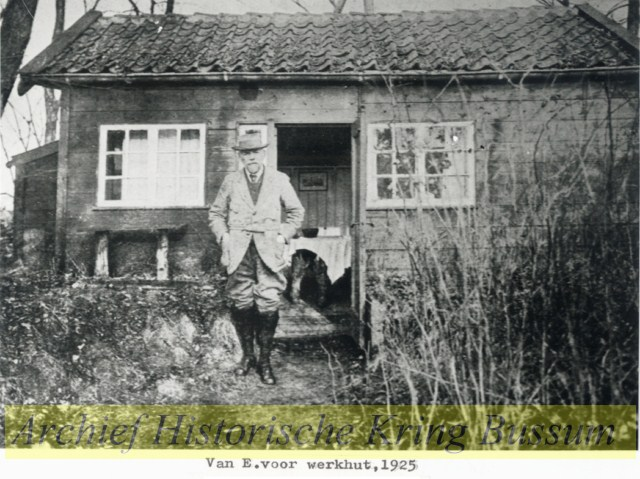
Schrijvershut Frederik van Eeden

## Huidige status
De hut heeft na meer dan een eeuw geleden gebouwd te zijn een restauratie gehad in 2012; hierbij is het dak hersteld, zijn de vloerdelen en de planken aan de buitenkant die verrot waren vernieuwd, en heeft de hut een grondige verfbeurt gehad. De hut zelf is onderdeel van een geheel genaamd het Hof van Eeden, waar in het aanliggende woonhuis zijn tweede vrouw Truida Everts woonachtig was, dat ook ontworpen is door dezelfde architect. De hut is niet toegankelijk voor het publiek.

## Trivia
- Het verplaatsen van de hut vanuit de oorspronkelijke plaats, naar waar hij nu staat werd na het beëindigen van de kolonie Walden gedaan door Pietro Mariatti, de vertaler van De kleine Johannes in het Italiaans.
- In deze hut schreef van Eeden o.a. het boek Van de koele meren des doods.

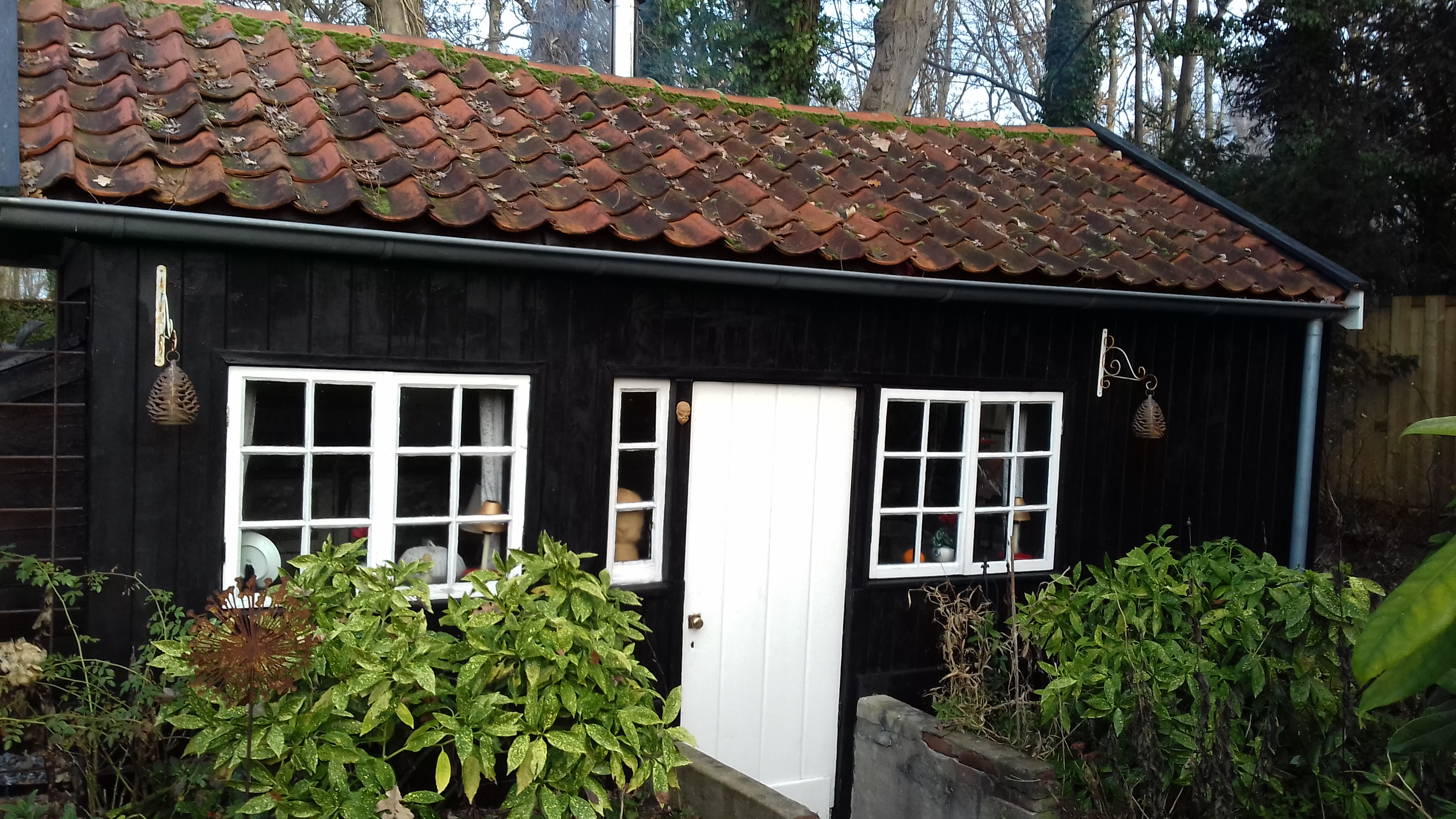
schrijvershut van Frederik van Eeden in 2022
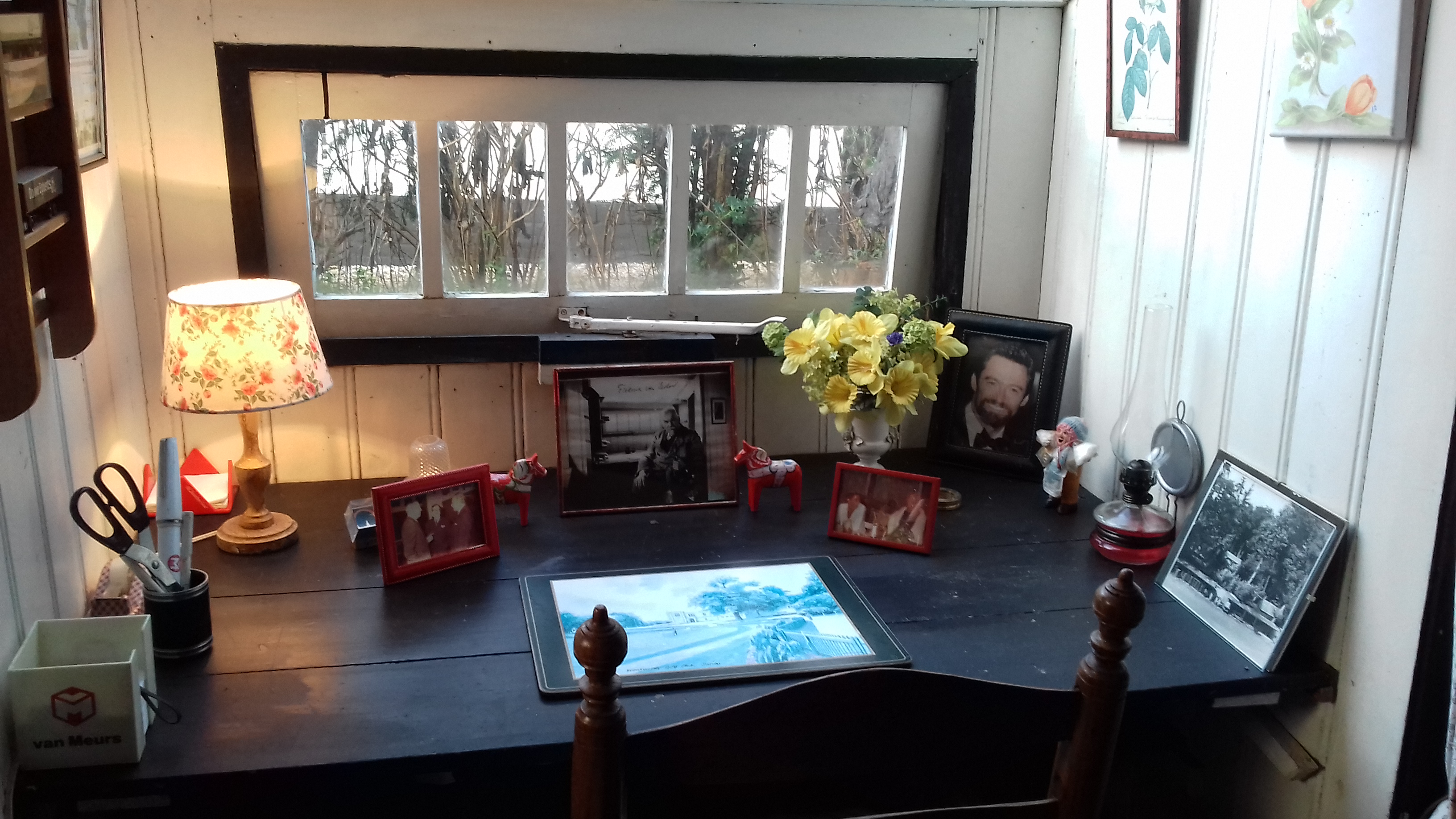
interieur schrijvershut in 2022